# Albertino Barisoni
Albertino Barisoni (Padova, 7 settembre 1587 – Ceneda, 15 agosto 1667) è stato un vescovo cattolico e letterato italiano.

## Biografia
Figlio di Marcello esponente della famiglia dei Barisoni da Vigonza, non va confuso con l'omonimo zio, vicario di Mirano nel 1595. Brillante e dotato, cominciò la sua formazione umanistica a Padova per poi approfondirla a Roma dove divenne sacerdote. Aveva soli diciassette anni quando, tornato a Padova, conseguì il dottorato magno applauso. Non interruppe gli studi, dedicandosi particolarmente al diritto.
Appena ventitreenne divenne canonico della cattedrale della città e si dimostrò tanto capace da essere inviato a Roma con mons. Paolo Gualdo per risolvere alcune divergenze con la curia papale (1614). Nei pochi mesi passati nell'Urbe si distinse pure come poeta. Vi tornò anche qualche tempo dopo al servizio di Ferdinando Gonzaga perché affiancasse l'ambasciatore mantovano Cesare Gambara.
Rientrato definitivamente a Padova, insegnò all'università dapprima discipline giuridiche, quindi diritto feudale e poi Pandette, risultando sempre assai apprezzato.
Nel 1631 tornò tra i canonici e, divenuto arciprete, il 27 aprile 1636 fu nominato vicario capitolare. Sospese dunque la sua attività di docente sino al 1647, quando divenne insegnante di filosofia morale.
Il 23 novembre 1653 fu nominato vescovo di Ceneda, diocesi non facile che seppe tuttavia reggere con grande perizia sino alla morte. Venne ricordato per la visita pastorale del 1665 e per la fondazione del monastero di Rua di Feletto.
Il Barisoni fu uno dei più importanti membri dell'Accademia dei Ricovrati. In qualità di principe del sodalizio, lesse e pubblicò il poemetto Encomio della Poesia con lo pseudonimo di "Stentato" (1619).
Fu amico di Lorenzo Pignoria, Paolo Gualdo, Giuseppe Lorenzi, Paganino Gaudenzi e Alessandro Tassoni (quest'ultimo si ispirò proprio all'opera del Barisoni per la stesura della Secchia rapita). Fu anche consigliere di Benedetto Buonmattei.
Altra pubblicazione fu il Fascio I, unico volume realizzato della serie Antiventagli (1625), che rivela la vicinanza al Pignoria.
Fu pubblicato postumo (nei In Romanas et Graecas Graevii et Gronovii antiquitates nova supplementa di Giovanni Poleni) il commentario "De archiviis antiquorum" in tema di archivistica. Si ricordano poi le Notae in Chronicon Rolandini...de factis in Marchia... che dovevano essere stampate da Felice Osio ma che sono andate perdute, così come è scomparso il suo ricco epistolario intrattenuto con vari uomini di cultura del tempo.